# Jerzy Sochanik
Jerzy Sochanik (ur. 12 listopada 1922 w Zbarażu, zm. 25 listopada 1997) – polski urzędnik i działacz partyjny, redaktor naczelny Polskiego Radia Katowice (1957–1968, 1973–1975) oraz stały przedstawiciel przy UNESCO (1969–1971). 

## Życiorys
Syn Juliusza i Marii. Od 1950 członek Polskiej Zjednoczonej Partii Robotniczej. Pełnił szereg funkcji w Komitecie Wojewódzkim w Katowicach: członka (1957–1968), instruktora I Sekretariatu (1968–1969), kierownika Zespołu Konsultacyjnego przy I Sekretarzu (1971–1973) i ponownie członka (1973–1975).
W latach 1952–1957 kierownik działu politycznego w Polskim Radiu Katowice. Od 1 lutego 1957 do 31 lipca 1968 redaktor naczelny Polskiego Radia Katowice. Następnie, w latach 1969–1971 stały przedstawiciel przy UNESCO w Paryżu. Od 1 marca 1973 do 31 stycznia 1975 ponownie redaktor naczelny Polskiego Radia Katowice. Następnie dziennikarz „Trybuny Robotniczej”.
Żonaty z Krystyną z Kamskich, kustoszką Biblioteki Uniwersytetu Śląskiego.
Zmarł 25 listopada 1997, pochowany 28 listopada 1997 na cmentarzu przy ulicy Gliwickiej w Katowicach.

## Publikacje książkowe
- Organizacje komunistyczne na Górnym Śląsku i w Zagłębiu Dąbrowskim 1918–1922 : materiały źródłowe. Michał Antonów, Henryk Rechowicz, Jerzy Sochanik (opr.). Katowice: Śląsk, 1958. OCLC 832418691. Brak numerów stron w książce
- Jerzy Sochanik: Karawana jedzie dalej : baśnie dla dorosłych. Andrzej Czeczot (ilustr.). Katowice: Śląsk, 1966. OCLC 749795798. Brak numerów stron w książce
- Jerzy Sochanik: Pamiętnik dyrektora. Andrzej Czeczot (ilustr.). Katowice: Śląsk, 1973. Brak numerów stron w książce

## Odznaczenia
- Złoty Krzyż Zasługi (1954)[6]
- Medal 10-lecia Polski Ludowej (1955)[7]